# 柿岡町
柿岡町（かきおかまち）は茨城県新治郡にかつて存在した町である。

## 地理
- 現在の石岡市の西部、旧八郷町の中部に位置する。
- 八溝山地の筑波山塊に位置し、町域のほとんどは山がちな地形である。
- 中央気象台（現：気象庁）の地磁気観測所（柿岡観測所）が立地する。

## 歴史
- 明治時代以前は柿岡藩の藩庁所在地として栄えた。

### 町域の変遷
- 1889年（明治22年）4月1日 - 町村制施行により、柿岡村・片野村・金指村が合併し柿岡町が発足。
- 1955年（昭和30年）1月1日 - 小幡村・葦穂村・恋瀬村・瓦会村・園部村・林村・小桜村と合併し八郷町が発足。同日柿岡町廃止。

変遷表
| 1868年 以前 | 1868年 以前 | 明治22年 4月1日 | 昭和30年 1月1日 | 平成17年 10月1日 | 現在   |
| ----------- | ----------- | --------------- | --------------- | ---------------- | ------ |
|             | 柿岡村      | 柿岡町          | 八郷町          | 石岡市           | 石岡市 |
|             | 片野村      | 柿岡町          | 八郷町          | 石岡市           | 石岡市 |
|             | 金指村      | 柿岡町          | 八郷町          | 石岡市           | 石岡市 |

## 大字
- 柿岡（かきおか）
- 片野（かたの）
- 金指（かなさし）

## 人口・世帯

### 人口
総数 [単位： 人]
| 1891年（明治24年） | 2,763 |
| 1920年（大正 9年） | 3,406 |
| 1935年（昭和10年） | 3,955 |
| 1950年（昭和25年） | 5,025 |

### 世帯
総数 [単位： 世帯]
| 1920年（大正 9年） | 670 |
| 1935年（昭和10年） | 932 |
| 1950年（昭和25年） | 932 |